# Сава Чукалов
Сава Константинов Чукалов е български лексикограф, езиковед и преводач. Издава първия пълен руско-български речник, който е в употреба много десетилетия.

## Биография
Роден е в Златица на 16 юли 1889 г. През 1912 – 1913 г. е доброволец в Балканската война. През 1916 г. завършва Духовната академия в Петербург
Завръща се в България през 1918 г., открива руска книжарница и издателство „Златолира“, което е закрито от властите след деветоюнския преврат от 1923 г.
Работи като гимназиален учител. По-късно е началник на Културния отдел, главен инспектор на професионалното образование в Министерството на народната просвета от 1931 до 1934 г. Старши научен сътрудник е в Института за български език на Българската академия на науките в периода 1951 – 1960 г.
Превежда от руски език произведения на Александър Сергеевич Пушкин, Иван Тургенев, Максим Горки. Издава списание „Книгопис“ и вестник „Нива“. Умира на 26 януари 1971 г.
Личният му архив се съхранява във фонд 1567К в Централния държавен архив. Той се състои от 540 архивни единици.